# Paul Watson
Ne doit pas être confondu avec Paul Wattson.
Pour les articles homonymes, voir Watson.
Paul Franklin Watson, dit Paul Watson, né le 2 décembre 1950 à Toronto (Ontario, Canada), est un officier de marine, militant écologiste et antispéciste canado-américain. D’abord militant chez Greenpeace, il en est exclu et fonde en 1977 son propre mouvement : la Sea Shepherd Conservation Society.

## Biographie
Paul Watson est le fils d’Anthony Joseph Watson et d'Annamarie Larsen. Il grandit dans la ville de St. Andrews-by-the-Sea, au Nouveau-Brunswick. Jeune déjà, il piste les trappeurs pour détruire leurs pièges. Il travaille comme guide à l'Expo 67, l'exposition internationale de Montréal, avant de déménager à Vancouver.
En 1968, il s'engage dans les garde-côtes canadiens, où il sert dans des navires météorologiques et des aéroglisseurs de secours en mer. En 1969, il s'enrôle dans la marine marchande à bord d'un navire norvégien, le Bris, en tant que matelot. Ce navire, enregistré à Oslo, naviguait principalement sur l'océan Indien et le Pacifique.
En novembre 2024, la ville de Paris lui décerne la citoyenneté d'honneur pour son rôle dans la défense de la biodiversité.

### Greenpeace
En octobre 1971, Paul Watson participe à une protestation du Sierra Club contre les essais nucléaires sur l'île Amchitka. Les personnes présentes à cette manifestation ont créé le Don't Make a Wave Committee, un groupe qui est par la suite devenu Greenpeace. Il a été parmi les premiers à entrer dans les rangs de l'association, en tant que membre de l'équipage et skipper, puis en tant que membre du Conseil d'administration.
Paul Watson serait l'un des membres fondateurs de Greenpeace, mais l'organisation a démenti cette affirmation, déclarant qu'il a « joué un rôle marquant dès les débuts de Greenpeace, mais que, contrairement à ce qui est parfois relayé dans les médias, il ne fait pas partie des membres fondateurs ». Ils affirment que Paul Watson les a rejoints au cours de la campagne d'Amchitka qui serait leur seconde expédition. Le principal intéressé a, quant à lui, clamé que cet événement est le premier organisé par Greenpeace et les a depuis accusés de réécrire leur histoire.
Il navigue sur des navires de Greenpeace jusqu'au milieu des années 1970, notamment sur le Phyllis Cormack et le Greenpeace Too ! en 1971 et l'Astral en 1972.
En 1973, il aide les services de soins de l'American Indian Movement, pendant la crise de Wounded Knee, dans le Dakota du Sud (États-Unis d'Amérique). Durant les années 1970, il continue à militer pour Greenpeace, en tant que membre et marin.

En 1975, il participe à une campagne contre les baleiniers soviétiques. Sur ce point, il est écrit sur le site de la Sea Shepherd : 

« Durant cette confrontation, un cachalot harponné surgit dangereusement au-dessus de l’embarcation de Paul. Dans son œil, Paul discerna de la compréhension. Il sentit que l’animal savait pourquoi il était là et ce qu’il essayait de faire. Il vit cet énorme animal se dégager de dessus le Zodiac, glisser dans l’eau et mourir. Cet échange de regards, pendant quelques secondes, changea la vie de Paul pour toujours. Il fit dès lors le vœu de défendre toute sa vie les créatures marines. »

Paul Watson est convaincu de la nécessité de mener des actions directes, ce qui entre en conflit avec la philosophie de non-violence prônée par Greenpeace. En 1977, en désaccord avec la politique des instances dirigeantes, il est exclu de l'ONG (11 voix pour, 1 contre, la sienne).

### Après Greenpeace
Watson fonde alors son propre groupe, la Sea Shepherd Conservation Society, la même année. Depuis 2007, l'émission de télé-réalité Justiciers des mers est consacrée à l'association et aux combats qu'elle mène.
Il milite pour le véganisme et une vision du monde basée sur le biocentrisme plutôt que sur l’anthropocentrisme. Il est végétalien, et tous les repas servis sur les bateaux de la Sea Shepherd Foundation sont végétaliens.
Les campagnes qu'il mène lui ont valu des poursuites judiciaires dans divers États, dont les États-Unis, le Canada, la Norvège, le Costa Rica et le Japon. Il a été emprisonné en Allemagne en mai 2012, à la suite d'un mandat émis par le Costa Rica pour une affaire datant de 2002, où Paul Watson s'était opposé à une pêche illégale d'un bateau costaricain. Après cette arrestation en Allemagne, Interpol indique que Paul Watson n'est pas sur ses listes rouges, la demande du Costa Rica n'étant pas conforme à ses critères légaux. Assigné à résidence à Francfort, Paul Watson apprend par des fuites qu'il va être extradé par l'Allemagne vers le Costa Rica. Déguisé pour se rendre méconnaissable, et avec l'aide de certaines complicités, il s'enfuit d'Allemagne. En août 2012, Interpol, qui affirme avoir reçu de nouvelles informations du Costa Rica concernant les accusations contre Paul Watson, accepte cette fois d'émettre une notice rouge à son encontre.
En 2002, la justice costaricaine avait étudié une plainte déposée par des braconniers costaricains accusant Paul Watson de les avoir menacés de les tuer. Deux fois, la plainte a été rejetée par des juges costaricains, mais un troisième juge avait décidé d'incarcérer Paul Watson en préventive le temps de l'enquête. Paul Watson a alors fui. L'affaire est ensuite restée sans effet. En 2011, Paul Watson et son ONG qui, chaque année, fait une campagne contre les baleiniers japonais, gênent considérablement la flotte japonaise cette année-là. La flotte ne parvient ainsi à ramener qu'un dixième de son quota de baleines. Les baleiniers japonais attaquent Paul Watson devant la justice américaine, mais échouent. En 2012, l'affaire costaricaine de 2002 est relancée avec le mandat d'arrêt costaricain contre lui. Paul Watson craint une entente entre le Japon et le Costa Rica et que, s'il était arrêté par le Costa Rica, il soit ensuite extradé vers le Japon,. Le Monde signale à l'appui de cette thèse qu'il est avéré que le Japon tente de faire pression sur Paul Watson : un document du gouvernement américain révélé par WikiLeaks en janvier 2011 montre que des discussions, sans résultat, ont bien eu lieu entre les gouvernements américain et japonais, afin de retirer à l'ONG de Paul Watson son statut caritatif, ce qui ne permettrait plus aux donateurs de bénéficier de déductions fiscales.
En 2012 et 2013, il reste pendant quinze mois en mer dans des eaux extraterritoriales afin d'éviter d'être arrêté,. Watson retourne à Los Angeles en octobre 2013, afin de témoigner dans un procès contre son ONG, Sea Shepherd. Par ailleurs, si la notice rouge d'Interpol relative au Costa Rica a été levée, il reste sous le coup d'une autre notice rouge, relative au Japon, datant de 2012,,. Par ailleurs, il doit répondre devant la justice américaine de 21 chefs d'accusation d'outrage pour non-respect d'une injonction délivrée en décembre 2012 par un tribunal américain, qui exigeait qu'il ne s'approche pas à moins de 500 mètres d'un navire japonais. Il s'installe dans le Vermont où il se met à l'écriture.
En 2013, Le Figaro fait un bilan de l'activité de Paul Watson sur les quarante dernières années, indiquant notamment qu'il a à son actif 11 bateaux coulés, 10 navires éperonnés, et 3 600 baleines sauvées (ainsi que des dizaines de milliers de phoques, dauphins, thons et requins). Il est devenu pour ses ennemis « l'écologiste à abattre ». Notamment, le Japon fait désormais accompagner sa flotte par un navire militaire comportant 250 hommes et trois hélicoptères.
Début juillet 2014, il quitte les États-Unis pour la France, où il est accueilli par Brigitte Bardot, à la Madrague à Saint-Tropez. Ils se sont rencontrés, en 1977, à l’occasion de leur opération sur la banquise canadienne pour dénoncer le massacre des bébés phoques. Puis, Paul Watson s'installe à Paris,. Il ne va plus en mer et se marie en France. Il écrit et vit de ses droits d'auteur, continue de s'occuper de son ONG et fréquente Nicolas Hulot,,.
En juillet 2022, il démissionne de l'antenne américaine de Sea Shepherd. Il affirme avoir été marginalisé au sein de l'organisme américain et que ce dernier s'orienterait désormais plutôt vers la recherche scientifique que le militantisme, une stratégie qu'il refuse de cautionner. Il reste cependant l'un des six directeurs du conseil d’administration de la maison mère, Sea Shepherd Global (chaque antenne de l'ONG est indépendante, juridiquement et financièrement),. Cependant, en septembre 2022, il est exclu du conseil d'administration de Sea Shepherd Global. Épaulé par Sea Shepherd France, qui est présidé par Lamya Essemlali, l'un de ses forts soutiens, il crée Sea Shepherd Origins. Une scission se crée alors au sein des antennes Sea Shepherd : tandis que les antennes en France, au Royaume-Uni, au Brésil, en Hongrie et en Nouvelle-Calédonie signent la charte d'Origins, les autres antennes se rallient à l'antenne américaine (antennes australienne, chilienne, espagnole, irlandaise, islandaise, italienne, néerlandaise et portugaise). L'antenne américaine attaque en justice Origins pour concurrence déloyale. Paul Watson crée la Fondation Captain Paul Watson, qui s'implante dans les pays non ralliés à Origins, afin de s'adresser directement aux militants. Grâce aux dons, Paul Watson achète un nouveau bateau et reprend la mer,. Il est arrêté en juillet 2024 au Groenland (pays constitutif du royaume du Danemark), sur la base du mandat d’arrêt international japonais : le Japon l’accuse d’avoir blessé le personnel de baleiniers en 2010. Sans pour autant l'avoir blanchi, la justice danoise refuse son extradition. Il est libéré le 17 décembre 2024 et regagne la France.

### Sea Shepherd
Le premier navire de l'association, le Sea Shepherd (« Berger de la Mer ») est acheté en décembre 1978, avec l'aide de la Fund for Animals. Dès ses débuts, l'organisation se forge une réputation, les actions directes qu'elle mène sont controversées. Ses tactiques incluent la projection d'objets sur les ponts des navires baleiniers, l'espionnage de ces navires illégaux en pleine mer, l'abordage ou le sabotage, notamment de deux navires dans un port islandais. En tout, il aurait mis fin à la carrière de 9 baleiniers illégaux. Paul Watson reste le chef de l'association, appelé « Capitaine » par ses membres bien qu'il n'ait jamais été nommé au grade civil ou militaire de Capitaine.
Le 6 janvier 2010, son nouveau bateau rapide, le Ady Gil, est fracturé en deux par la collision volontaire d'un baleinier japonais au large de l'Australie. La collision a lieu à la fin d'une attaque des Sea Shepherd alors que l'Ady Gil n'avait plus de carburant, tandis que Paul Watson (à bord du Steve Irwin) se dirigeait vers le lieu d'immobilisation du trimaran. Parmi l'équipage, un cadreur est blessé (il s'en sort avec une côte brisée). Cette même année, Paul Watson reçoit plus de 120 000 $ de la part de Sea Shepherd. En janvier 2013, Paul Watson renonce au titre de capitaine du Steve Irwin. En raison de nombreuses complications judiciaires, il renonce également à la présidence de l'association, afin de se conformer aux modalités d'une injonction qui lui interdit de s'approcher des navires baleiniers japonais.
Le 28 juillet 2022, il annonce sur les réseaux sociaux quitter la branche américaine Sea Shepherd Conservation Society (USA) en raison de désaccords avec les choix stratégiques du conseil d'administration, tout en restant membre de Sea Shepherd Global et de ses autres entités internationales. En 2023, évincé de Sea Shepherd, il crée la fondation Captain Paul Watson qui opère sous le nom de Neptune's Pirates.

### Autres activités écologiques
Paul Watson est correspondant de l'association Defenders of Wildlife entre 1976 et 1980, et représentant de la Fund for Animals entre 1978 et 1981. Il est aussi le cofondateur des associations Friends of the Wolf et Earthforce Environmental Society.
Dans les années 1980, il affirme son soutien à l'association Earth First! et se lie d'amitié avec ses dirigeants[réf. souhaitée], David Foreman et Edward Abbey. Il proclame que Sea Shepherd est la marine d'Earth First!. Il remet au goût du jour la tradition de cloutage des arbres, datant du XIXe siècle.
Il se présente aux élections fédérales du Canada à Vancouver en 1980, proclamant qu'il n'est pas un homme politique mais un écologiste[réf. nécessaire], et recueille moins de 100 voix. Il travaille ensuite avec le Parti vert de la Colombie-Britannique dans les années 1980 et 1990, recueillant 15 000 votes lors des élections municipales de 1986 en Colombie-Britannique, malgré son arrestation en Islande durant sa campagne[réf. nécessaire]. Il se présente au poste de maire de Vancouver en 1996, et finit 4e. Ses relations avec le Parti vert du Canada sont quant à elles nettement plus rugueuses. Il est désigné candidat de ce parti à Vancouver en 1988, mais à la mi-campagne, il se range finalement du côté du Nouveau Parti démocratique.
Entre 1990 et 1994, il enseigne l'écologie à l'université de Pasadena et donne quelques conférences de sensibilisation[précision nécessaire].
En avril 2003, il est élu au comité directeur du Sierra Club pour un mandat de 3 ans. En 2006, il démissionne un mois avant la fin de son mandat et ne se représente pas, pour protester contre le soutien de l'association à un essai intitulé « Pourquoi je chasse ».
Il s'allie au cacique Raoni Metuktire grâce au rapprochement de Sea Shepherd avec Planète Amazone. Il soutient tout d'abord sa pétition contre le barrage de Belo Monte lancée en 2010 et participe au spot de sa campagne européenne S.O.S. Amazônia Tour en 2014. Pendant la COP21, les deux hommes sont côte à côte alors qu'est lancée l'Alliance des Gardiens de Mère Nature, appelant à unir des peuples indigènes et leurs alliés du monde entier autour des enjeux climatiques et de préservation de la biodiveristé. En 2016, Paul Watson aide au financement d'une grande assemblée de cette Alliance au Brésil, autour du cacique Raoni.

### Vie privée
Sa première femme est une ancienne militante de Greenpeace, avec qui il a une fille, Lilliolani dite Lani, qui produit des jeux vidéo à Seattle. Sa deuxième épouse, Lisa Distefano, était directrice des opérations de Sea Shepherd pendant les campagnes de lutte contre la chasse à la baleine du peuple Makah à Friday Harbor. Sa troisième épouse, Allison Lance, est une militante des droits des animaux et une membre volontaire de l'équipage du Sea Shepherd. Il a en tout six enfants. Deux garçons sont nés de son union bien plus récente avec Yana Rusinovich, d'une trentaine d'années sa cadette.
Le 14 février 2015, il épouse à Paris Yana Rusinovich.

### Distinctions
- 2000 : Time Magazine le désigne comme l'un des héros écologistes du XXe siècle[44].
- 2008 : The Guardian l'a élu comme l'une des « 50 personnalités qui pourraient sauver le monde », en raison du travail accompli par Sea Shepherd.
- 2024 : Citoyen d'honneur de la ville de Paris[2]

## Opinions
Les théories écologistes de Paul Watson sont exposées sur le site de son organisation, en particulier ses conceptions sur la taille optimale de la population humaine et l'organisation d'une société humaine sur la Terre en harmonie avec la nature. Selon lui : 

« […] Nous devons réduire radicalement et intelligemment les populations humaines à moins d'un milliard d'individus. Nous devons éliminer le nationalisme et le tribalisme et devenir des Terriens. Et en tant que Terriens, nous devons reconnaître que toutes les autres espèces vivant sur cette planète sont aussi des concitoyens et aussi des Terriens. C'est une planète aux formes de vie incroyablement diverses ; ce n'est pas la planète d'une seule espèce comme beaucoup d'entre nous le croient. »

Watson est ouvertement misanthrope : 

« C'est certain, je ne suis pas un grand fan de l'espèce humaine dans son ensemble, admet-il sans ironie, mes congénères sont des primates arrogants et incontrôlables. Le monde est rempli de foules décérébrées qui vivent dans des univers fantaisistes [fondés] sur la religion ou le divertissement. »

## Relations avec les médias
En 1993, Watson publie Earthforce!, un guide stratégique pour les activistes écologistes. Dans cet ouvrage, il déclare approuver la tactique du sabotage déjà décrite par Edward Abbey et y exprime le mépris qu'il a envers les médias grand public. Selon lui, ce sont ces médias qui définissent ce qui est vrai et ce qui est juste dans le monde actuel. Il pense que les médias ne disent pas la vérité, du moins pas toute la vérité : 

« Si vous ne connaissez pas la réponse à une question, l'événement ou la statistique dont il est question, suivez simplement l'exemple du président américain Ronald Reagan ; inventez-les, et délivrez l'information en toute confiance et sans hésitation. »

Toutefois, depuis qu'il a trouvé refuge en France, début juillet 2014, d'abord chez Brigitte Bardot, ses relations avec les médias grand public ont évolué comme en témoignent ses nombreuses apparitions et interviews, notamment dans l'hebdomadaire Paris Match,. Il se montre ainsi, avec sa dernière épouse, en compagnie de « people » lors d'une soirée branchée consacrée à l'écologie.
Le manque de démocratie interne de l'ONG, le côté people et showman de Paul Watson ainsi que certaines de ses relations sont pointés dans un article du journal Marianne.

## Controverses

### Critiques de son action
Certains médias[réf. souhaitée] ainsi que les adversaires des écologistes[Qui ?] considèrent Paul Watson comme un pirate ou un « écoterroriste ». Des militants écologistes comme Steven Guilbeault ou Hubert Reeves estiment qu'il donne une mauvaise image de leur combat et certains de ses anciens compagnons de lutte de Greenpeace ont pris leurs distances avec lui, comme John Fritzell, directeur de Greenpeace qui l'a traité publiquement d’irresponsable. Dans une interview donnée au Los Angeles Times, Jim Bohlen, autre cofondateur de Greenpeace, va même jusqu'à le dénigrer.
Paul Watson est critiqué par les associations de défenses des droits indigènes pour avoir protesté contre l'autorisation donnée à la tribu Makah de pêcher des baleines, dans l'État de Washington.
Le 4 avril 2008, ses propos au sujet de la mort accidentelle de quatre chasseurs de phoques durant le remorquage de leur navire par les gardes-côtes canadiens créent une controverse. Un communiqué de Sea Shepherd énonce « la mort de quatre chasseurs de phoques est une tragédie mais […] le massacre de centaines de milliers de bébés phoques est une tragédie encore plus importante. » Des habitants et pêcheurs des îles Saint-Pierre-et-Miquelon choqués de cette déclaration chassent alors Paul Watson et l'équipage du Farley Mowat de l'archipel. Il a d'ailleurs traité les chasseurs de phoques de « singes armés de gourdins qui terrifient des bébés phoques impuissants. »

Le photographe Pierre Gleizes dénonce les actions contre-productives de Paul Watson : 

« En 2010, Sea Shepherd a fait échouer les négociations avec le Japon qui acceptait enfin de ne plus chasser en Antarctique, en échange de la possibilité de chasser, sous contrôle de la Commission baleinière internationale, au large du Japon. Une chance historique se présentait pour que les mers australes soient ce qu'elles auraient dû toujours être, un sanctuaire pour les baleines. On se serait occupé dans un deuxième temps de la chasse au large du Japon, beaucoup plus accessible que l'Antarctique. Mais il a tout fait capoter. »

### Critiques de ses prises de position
En 2004, l'association Sierra Club, premier organisme écologiste américain avec 750 000 membres, est le lieu d'un « débat explosif » sur un éventuel lien entre croissance démographique humaine et dégradation de l'environnement, et aussi sur le rôle de l'immigration. Paul Watson, élu en 2003 au conseil d'administation de Sierra Club, fait partie des « leaders du courant anti-immigration », un courant qui comporte également des extrémistes « racistes ». En 2006, Paul Watson affirme que l'immigration vers les Etats-Unis constitue le plus important facteur d'augmentation de la population américaine, et il déclare : « En fait, ce que nous préconisons est que le nombre d’immigrant doit être réduit à des niveaux faibles pour obtenir une stabilisation de la population. Par le seul taux de natalité aux Etats-Unis, vous n’aurez pas une telle augmentation. L’immigration est la seule responsable. Et pas seulement l’immigration mais les naissances qui découlent de l’immigration, car le taux de natalité pour les immigrants est bien plus élevé que chez les non immigrants. » En 2007, Paul Watson déclare : « Nous devons réduire radicalement et intelligemment la population humaine à moins d’un milliard… Guérir un corps atteint d’un cancer nécessite une thérapie radicale et invasive, et par conséquent, guérir la biosphère du virus humain nécessitera également une approche radicale et invasive. » Cette déclaration est reprise en 2019 par le magazine Spectator Australia dans un article intitulé « Here come the new eco-fascists »,.
En janvier 2024, dans son article « Paul Watson, une figure à double tranchant », le média Fragil note ses « liens étroits » avec Brigitte Bardot. Celle-ci soutient le Rassemblement national et a été condamnée plusieurs fois pour provocation à la haine et à la discrimination raciale et pour diffamation raciale,. En octobre 2024, le média Engrainage reproche à Paul Watson cette amitié avec Brigitte Bardot, ainsi que le fait qu'il se considère comme disciple de David Foreman, un malthusianiste et « raciste notoire ». Engrainage accuse Paul Watson d'« éco fascisme » et critique le fait qu'il a recommandé de réserver la reproduction « aux personnes pouvant prouver leur capacité à subvenir financièrement et pédagogiquement aux besoins de leur progéniture » : Engrainage y voit une préconisation de « reproduction réservée aux riches ». En décembre 2024, le magazine Terrafemina estime qu'il existe une controverse concernant Paul Watson, indiquant que certains le voient comme étant un raciste.
Lamya Essemlali, présidente de Sea Shepherd France et proche de Paul Watson, dément ces accusations de racisme. Notamment, Lamya Essemlali indique que Paul Watson a de l'estime pour Brigitte Bardot en raison de sa défense des animaux, et que ses propos sur l'immigration vers les Etats-Unis ont été sortis de leur contexte, où Paul Watson estime que « pour être heureuse, l’immigration doit être choisie. Quand elle est motivée par le désespoir et le besoin de fuir la misère, elle donne lieu – sauf exceptions – à l’exploitation de la détresse humaine et à un douloureux sentiment de déracinement »,.

### Affaires judiciaires

#### Années 1990
En 1993, Paul Watson est arrêté au Canada à la suite d'actions contre des bateaux de pêche espagnols et cubains au large de Terre-Neuve.
En 1997, la justice norvégienne le condamne, par contumace, pour avoir tenté de couler par sabotage le navire norvégien de pêche au requin Nybrænna en 1992. Cependant, les Pays-Bas refusent de l'extrader en Norvège, alors qu'il vient de passer 60 jours en prison.

#### 2012-2013
Le 13 mai 2012, il est arrêté à l'aéroport de Francfort-sur-le-Main à la suite d'un mandat d'arrêt émis par le Costa Rica portant sur des faits datant de 2002, après la requalification des charges retenues contre lui en 2011 : il ne s’agit plus de contravention à la réglementation maritime mais de tentatives d’homicide,. Le 18, il est libéré sous caution de 250 000 euros.
Assigné à résidence, Watson doit se présenter chaque jour au commissariat de police. Il cesse de se soumettre à ce contrôle le 22 juillet : il se rase la moustache, met une perruque et rejoint un bateau qui file vers la haute mer, ne voulant pas être extradé vers le Japon à la suite d'une demande présentée par l’ambassade du Japon à Berlin au ministère allemand des Affaires étrangères le 19 juillet.
Le 7 août 2012, Interpol actualise la notice le concernant à la suite de sa fuite d'Allemagne en émettant une notice rouge, relayant ainsi le mandat d'arrêt du Costa Rica,. Le 14 septembre, Interpol émet une nouvelle notice rouge à la demande des autorités japonaises pour deux incidents intervenus dans l'océan Antarctique en février 2010 (accusation de dommages et blessures à bord d'un navire baleinier). Le 4 novembre, il apparaît sur le Steve Irwin, en route vers l’Antarctique pour affronter les baleiniers japonais.
Le 1er novembre 2013, Watson annonce avoir débarqué le 28 octobre aux États-Unis pour témoigner au procès à Seattle sur l'action de Sea Shepherd en Antarctique contre les baleiniers japonais ; selon Sea Shepherd, il est resté en haute mer depuis sa fuite d'Allemagne.

#### 2024: suite de 2012

Le Shonan Maru.

Le 21 juillet 2024, il est arrêté au Groenland par les autorités danoises en raison de la seconde notice rouge émise par Interpol à son encontre en 2012. Le tribunal de Nuuk maintient Watson en détention à la prison de Nuuk le temps d'une décision d'extradition par la justice danoise.
La Sea Shepherd Conservation Society critique cette décision, arguant qu'« après avoir été mise en ligne pendant des années, la notice avait récemment disparu du site internet d'Interpol, laissant croire à Paul Watson et à ses avocats qu'il était désormais libre de ses mouvements », une dépublication stratégique permise par Interpol pour leurrer les personnes recherchées.

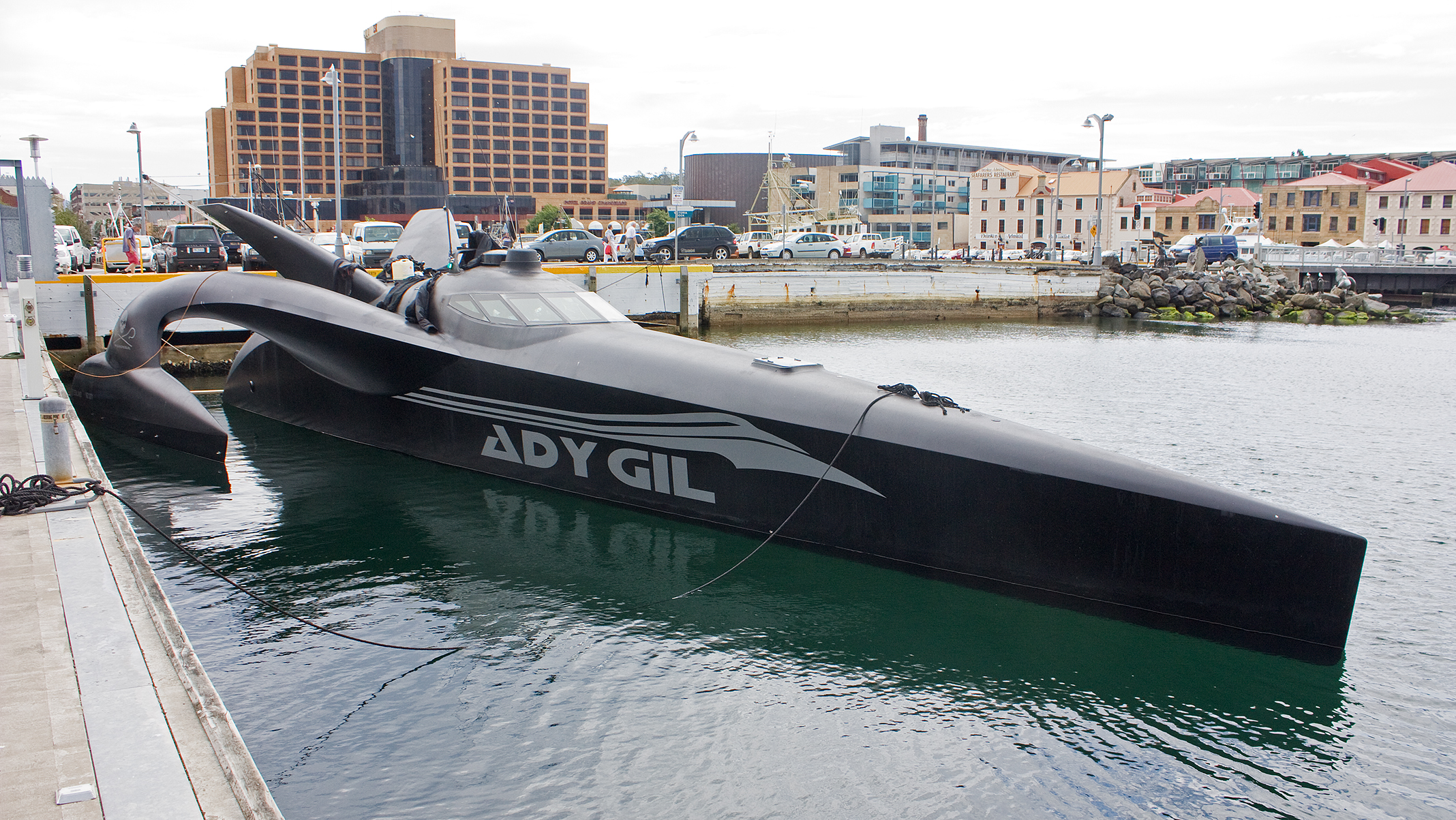
LAdy Gil 2.

Deux faits lui sont reprochés : « conspiration d’abordage » avec blessure et « dégradation de biens privés » ; il risque quinze ans d'emprisonnement. Ces faits faisaient suite à la percussion volontaire par un navire usine, le Shōnan Maru 2, d'un bateau de militants, l’Ady Gil et à l'arrachage de son étrave qui ont conduit à son naufrage.
Selon The Conversation, le Japon peut attaquer Paul Watson en vertu de la Convention des Nations unies sur le droit de la mer : le Shōnan Maru 2 battant pavillon japonais, le Japon peut traiter l'abordage du bateau comme s'il avait eu lieu sur son territoire. Le Japon peut aussi, en vertu de la convention, établir que l'abordage est un acte de piraterie s'il parvient à démontrer que l'attaque du Shōnan Maru 2 a été commise « à des fins privées ». Le Japon pourrait aussi utiliser la Convention pour la répression d’actes illicites contre la sécurité de la navigation maritime, et soutenir que l'abordage compromettait la sécurité du Shōnan Maru 2.
D'après National Geographic, Paul Watson peut lui arguer du moratoire de 1986 de la Commission baleinière internationale interdisant la chasse à la baleine pour un objectif commercial, ce qui placerait la chasse du Japon dans l'illégalité. Pour prouver qu'il a agit légalement, Paul Watson s'appuie sur la Convention d'Aarhus votée par les Nations unies en 1998, qui permet de « donner des moyens d’actions aux défenseurs des droits de l’Homme en matière d’environnement ». Or, la notice rouge indique que « [Paul Watson] et ses complices ont attaqué de manière très dangereuse la flotte de recherche baleinière légale du Japon dans l’océan Antarctique », alors que selon une ordonnance de la Cour internationale de justice de mars 2014, la recherche baleinière sert au Japon de couverture légale à la chasse à la baleine commerciale illégale. Le 13 septembre 2024, ses avocats saisissent le rapporteur spécial des Nations Unies sur le fondement de cette Convention, qui, selon eux, prévoit « un mécanisme de protection pour les défenseurs de l’environnement ». Les avocats de Watson considérant également que la notice d'Interpol est politiquement biaisée, ils annoncent aussi porter plainte auprès de la Commission de contrôle des fichiers d’Interpol en raison de son règlement interne interdisant « toute activité ou intervention dans des questions ou affaires présentant un caractère politique, militaire, religieux ou racial ».
Le 25 octobre 2024, Paul Watson, depuis son lieu d'incarcération au Groenland, annonce solliciter la nationalité française par une lettre à Emmanuel Macron, pour être protégé de l'extradition vers le Japon.
En décembre 2024, après 149 jours de détention, Watson est libéré de prison : le Ministère de la Justice danois rejette sa demande d'extradition par le Japon, affirmant que la nature des faits reprochés et leur ancienneté ne la justifient pas,,. Sa libération ne remet cependant pas en question la validité de la notice rouge d'Interpol ni les velléités du Japon à son encontre.

## Publications
- (en) Sea Shepherd: My Fight for Whales and Seals, as told to Warren Rogers (en), 1981  (ISBN 0393014991)
- (en) Earthforce! An Earth Warrior's Guide to Strategy, 1993  (ISBN 0961601957)
- (en) Ocean Warrior: My Battle to End the Illegal Slaughter on the High Seas, 1994  (ISBN 1550135996)
- Au nom des mers : les confessions d'un éco-guerrier, Éditions Le Pré aux clercs, 1996  (ISBN 9782842280017)
- (en) Seal Wars: Twenty-Five Years on the Front Lines With the Harp Seals, 2002  (ISBN 155297751X)
- Ocean Warrior. La genèse de Sea Shepherd, Black-star(s) éditions, 2013 [édition revue et corrigée de celle parue chez Le Pré aux clercs]  (ISBN 9782954667102)
- URGENCE ! Si l'océan meurt nous mourrons, 2016  (ISBN 978-2-344-01357-1)
- URGENCE ! Il faut sauver les océans, 2020  (ISBN 978-2-344-04353-0)
- Seal Wars, 25 ans sur la ligne de front, Black-star(s) éditions, 2020  (ISBN 9782954667119)
- Préface : Pierre-Yves Clerson, La Dernière Baleine, éditions Evalou, 2024  (ISBN 978-2-490-07489-1)

### En littérature jeunesse
En 2019, les éditions jeunesse Evalou lui consacrent une collection d'albums illustrés intitulée « Captain Paul » qui présentent les aventures du fondateur de Sea Shepherd, sans arme ni violence, à destination des enfants de 3 à 8 ans.
- Aux éditions Glénat Jeunesse :
  - Moi, Capitaine Paul Watson, pirate des océans, avec Hédi Benyounes, 2016  (ISBN 9782344014554)
- De Gropapa et Mickael Brunet, aux éditions Evalou :
  - Captain Paul et le sanctuaire des baleines, 2020  (ISBN 978-2-490-07411-2)
  - Captain Paul : Tortues en danger !, 2020  (ISBN 978-2-490-07412-9)
  - Captain Paul au secours des requins, 2020  (ISBN 978-2-490-07413-6)
  - Captain Paul : les phoques de la banquise, 2021  (ISBN 978-2-490-07414-3)
  - Captain Paul : libérons les orques, 2021  (ISBN 978-2-490-07417-4)
  - Captain Paul : Protégeons les dauphins, 2021  (ISBN 978-2-490-07418-1)
  - Captain Paul : Un océan sans déchets, 2022  (ISBN 978-2-490-07460-0)
  - Captain Paul : Sauvons les globicéphales, 2022  (ISBN 978-2-490-07461-7)

### Article
- (en) Paul Watson, « The Politics of Extinction[85] », Eco-Action.org

## Théâtre
- Une pièce de théâtre, Sea… Sheperd 77[86] retraçant la vie de Paul Watson est créée en 2018 par La compagnie entre en scène[87]. Celle-ci est une adaptation du livre Entretien avec un pirate de Lamya Essemlali dans une mise en scène d'Irène Jargot.

### Presse
- Guillaume Launay, « Harpon entendeur… Portrait de Paul Watson », Libération, 20 avril 2009.
- Laure Noualhat, « Paul Watson, capitaine de l’armée des ondes », Libération, 16 mai 2012.
- Interview de Paul Watson, Un jour, une photo, 11 février 2016.

### Filmographie
- Bruno Vienne, Paul Watson, l'œil du Cachalot, 2001.
- Tiffany L. Williams, Justiciers des mers (Whale Wars), série documentaire en trois saisons réalisée de 2008 à 2010, diffusée aux États-Unis à partir du 7 novembre 2008 et en France sur la chaîne Discovery Channel à partir du 2 juillet 2009.
- Lesley Chilcott, Paul Watson. Une vie pour les océans, 2019.